# Deelemanella borneo
Deelemanella borneo là một loài nhện trong họ Theridiidae. Chúng thuộc chi đơn loài Deelemanella và được Hajime Yoshida miêu tả năm 2003.